# Accademia degli Incogniti
Die Accademia degli Incogniti (deutsch Akademie der Unbekannten) war eine gelehrte Gesellschaft freidenkender Intellektueller, hauptsächlich Adlige, die das kulturelle und politische Leben Venedigs Mitte des 17. Jahrhunderts maßgeblich beeinflusste. Die Gesellschaft wurde 1630 von Giovan Francesco Loredan und Guido Casoni gegründet und leitete ihre grundlegende aristotelische Philosophie von Cesare Cremonini ab, der Philosophieprofessor an der Universität Padua war. Die Gesellschaft umfasste Historiker, Dichter und Librettisten.

## Emblem
Das Emblem der Akademie setzt sich zusammen aus dem Wappen der Loredan, einem Bild, auf dem ein hoher Berg dargestellt ist, auf dem ein Rinnsal entspringt, das sich zu einem breiten Strom entwickelt und sich dann in einem verzweigten Delta ins Meer ergießt sowie dem lateinischen Motto Ex ignoto notus (≈ Aus Unbekanntem bemerkt) besteht.

## Geschichte

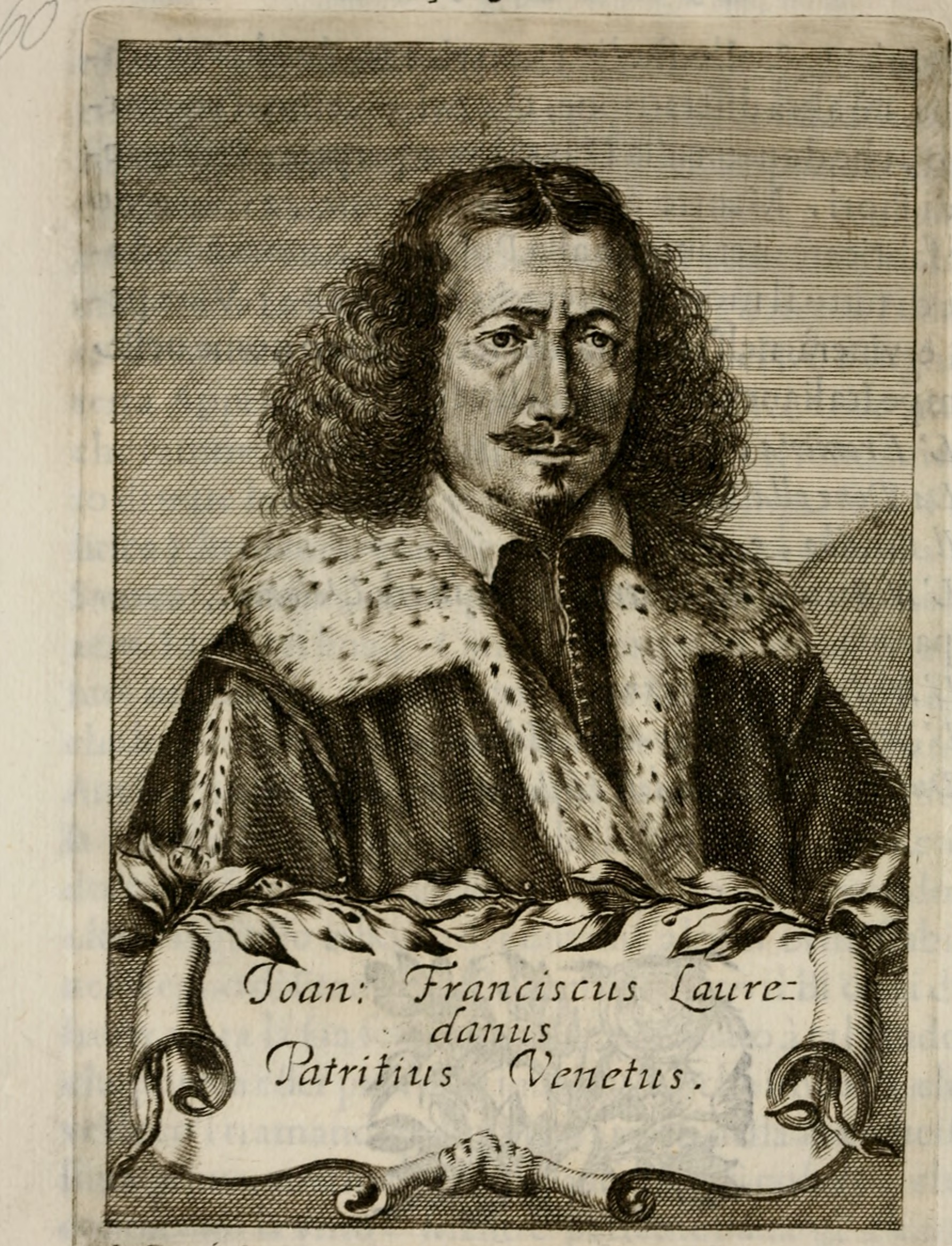
Giovan Francesco Loredan, 1647

Die Gesellschaft nannte sich zunächst nach ihrem Gründer Accademia Loredana, änderte dann den Namen in Accademia Incognita und schließlich in degli Incogniti.
Bis 1639 tagten die Mitglieder in Loredans Palazzo im Sestiere Castello, ab dann in dem von Matteo Dandolo, ebenfalls in Castello.
Laut der Historikerin Ellen Rosand operierte die Akademie, ihrem Namen entsprechend, meist hinter den Kulissen. Die Mitglieder schrieben oft in einer Geheimsprache und veröffentlichten ihre Werke häufig anonym. Die Accademia degli Incogniti engagierte sich ab den 1630er Jahren besonders für die Förderung des Musiktheaters in Venedig und gründete ihr eigenes Theater, das Teatro Novissimo, das zwischen 1641 und 1645 eine kurze Blütezeit erlebte. Die ikonoklastischen Intellektuellen der Akademie gaben in ihren Libretti für Musikdramen einen Ton an, der „[oft] erschreckend offen und häufig amoralisch“ war. Zu diesen Librettisten gehörten Giacomo Badoaro, der „Il ritorno d'Ulisse in patria“ für Claudio Monteverdi schrieb, und Giovanni Francesco Busenello, der Monteverdi das Libretto für das letzte und wohl größte Opernwerk des Komponisten, L’incoronazione di Poppea, lieferte. Obwohl die Akademie oft als eine Gruppe von „skeptischen Libertinen dargestellt wird, die eine eigentümlich venezianische Art von (Un-)Sittlichkeit anpreisen“, war Loredan ein angesehener Senator der venezianischen Republik; andere Mitglieder dienten der Republik als Senatoren oder Räte, und die Akademie blieb mehrere Jahrzehnte lang ein inoffizielles Zentrum der politischen Macht. Ihr Einfluss begann in den späten 1650er Jahren zu schwinden, und 1661 hatte die Akademie aufgehört, sich zu treffen.

## Publikationen
1632 begann die Zusammenarbeit der Akademie mit der Druckerei Giacomo Sarzina, die sich Stampatore dell'Accademia de gl'Incogniti nannte, und bei der bis 1641 alle  Werke Loredans, sowie Sammelwerke und vereinzelt auch Bücher anderer Akademiemitglieder gedruckt wurden. 1641 erschien eine Sammlung erotischer Geschichten unter dem Titel Novelle amorose de' Signori incogniti, publicate da Francesco Carmeni [...] im Verlag Heredi di Sarazina. 1643 folgte ein weiterer Band, herausgegeben von Giovanni Battista Fuconi, publiziert bei Guerigli in Venedig, sowie 1651 eine dreibändige Ausgabe unter dem Titel Cento Novelle Amorose de i signori Accademici incogniti, ebenfalls bei Guerigli.
1647 erschien in Venedig bei Francesco Valuasense das Buch Le glorie de gli incogniti – O vero gli hvomini illvstri della̓ccademia de ̓signori incogniti di venetia, ein biografisches Wörterbuch der Akademiemitglieder in alphabetischer Reihenfolge (nach Vornamen) mit jeweils einem biografischen Überblick, einem Schriftenverzeichnis sowie in vielen Fällen mit einem Porträt des betreffenden Akademikers.